# جرد دم‌پشمالو
جرد دم‌پشمالو (نام علمی: Sekeetamys calurus) نام یک گونه از زیرخانواده جربیل است.